# Asiatiska U20-mästerskapen i volleyboll för damer
Asiatiska U20-mästerskapet i volleyboll för damer är en tävling för landslag från AVC:s medlemsförbund som hålls vartannat år sedan 1980. För 2021 var åldergränsen 19 år. Kina är det lag som nått störst framgångar.

## Upplagor[1]
| Upplaga              | Upplaga                           | Podium                            | Podium                            | Podium                            |
| Säsong               | Värd                              | Mästare                           | Tvåa                              | Trea                              |
| -------------------- | --------------------------------- | --------------------------------- | --------------------------------- | --------------------------------- |
| 1980 mer information | Sydkorea                          | Sydkorea U19                      | Japan U19                         | Indien U19                        |
| 1984 mer information | Australien                        | Japan U19                         | Kina U19                          | Sydkorea U19                      |
| 1986 mer information | Thailand                          | Japan U19                         | Kina U19                          | Sydkorea U19                      |
| 1988 mer information | Indonesien                        | Japan U19                         | Kina U19                          | Sydkorea U19                      |
| 1990 mer information | Thailand                          | Japan U19                         | Sydkorea U19                      | Kina U19                          |
| 1992 mer information | Malaysia                          | Kina U19                          | Sydkorea U19                      | Taiwan U19                        |
| 1994 mer information | Filippinerna                      | Kina U19                          | Japan U19                         | Sydkorea U19                      |
| 1996 mer information | Thailand                          | Kina U19                          | Japan U19                         | Sydkorea U19                      |
| 1998 mer information | Thailand                          | Kina U19                          | Sydkorea U19                      | Japan U19                         |
| 2000 mer information | Filippinerna                      | Kina U19                          | Japan U19                         | Sydkorea U19                      |
| 2002 mer information | Vietnam                           | Kina U19                          | Thailand U19                      | Taiwan U19                        |
| 2004 mer information | Sri Lanka                         | Kina U19                          | Japan U19                         | Sydkorea U19                      |
| 2006 mer information | Thailand                          | Kina U19                          | Japan U19                         | Taiwan U19                        |
| 2008 mer information | Taiwan                            | Japan U19                         | Taiwan U19                        | Kina U19                          |
| 2010 mer information | Vietnam                           | Kina U19                          | Sydkorea U19                      | Japan U19                         |
| 2012 mer information | Thailand                          | Kina U19                          | Taiwan U19                        | Japan U19                         |
| 2014 mer information | Taiwan                            | Kina U19                          | Japan U19                         | Sydkorea U19                      |
| 2016 mer information | Thailand                          | Kina U19                          | Japan U19                         | Thailand U19                      |
| 2018 mer information | Vietnam                           | Japan U19                         | Kina U19                          | Thailand U19                      |
| 2020 mer information | Inställd p.g.a. Covid-19-pandemin | Inställd p.g.a. Covid-19-pandemin | Inställd p.g.a. Covid-19-pandemin | Inställd p.g.a. Covid-19-pandemin |
| 2022 mer information | Kazakstan                         | Japan U20                         | Kina U20                          | Thailand U20                      |
| 2024 mer information | Kina                              |                                   |                                   |                                   |

## Medaljörer
| Pos. | Lag          | Guld | Silver | Brons | Totalt |
| ---- | ------------ | ---- | ------ | ----- | ------ |
| 1    | Kina U19     | 12   | 5      | 2     | 19     |
| 2    | Japan U19    | 7    | 8      | 3     | 18     |
| 3    | Sydkorea U19 | 1    | 4      | 8     | 13     |
| 4    | Taiwan U19   | -    | 2      | 3     | 5      |
| 5    | Thailand U19 | -    | 1      | 3     | 4      |
| 6    | Indien U19   | -    | -      | 1     | 1      |